# Mária orániai hercegné
Stuart Mária Henrietta királyi hercegnő (London, Szent Jakab palota, 1631. november 4. – London, 1660. december 24.) a Stuart-házból származó angol királyi hercegnő, I. Károly angol király és Henrietta Mária francia hercegnő legidősebb leánya, házassága révén Oránia hercegnéje.

## Származása
Apai ágról Stuart Mária skót királynő és VII. Henrik angol király leszármazottja volt, míg anyai ágról ősei között szerepel a merényletben meggyilkolt IV. Henrik francia király is, továbbá Medici Mária toszkánai nagyhercegnő, akinek édesanyja Habsburg Johanna osztrák főhercegnő volt. Mária anyai nagybátyja XIII. Lajos francia uralkodó volt, a Napkirály apja.

## Életrajza

### Gyermekkora, rangja
A hercegnő édesapja, Károly király 1642-ben tízéves, elsőszülött leányának adományozta a „Princess Royal”, vagyis az „Anglia hercegnője” címet, meghonosítva ezzel azt a hagyományt, miszerint az utánuk következő generációk uralkodói családjaiban a legidősebb leánygyermek születésekor automatikusan megkaphatja ezt a megtisztelő rangot. (Mária anyja, Henrietta elsőszülött francia hercegnőként ugyancsak ezt a rangot viselte, melynek francia megfelelője az ún. „Madame Royal” volt. Egészen addig az angol vagy skót királyok legidősebb leánygyermekei a „Lady” (úrhölgy) vagy a „Princess” (királyi hercegnő) titulust viselték. 1714-ben, mikor I. György lépett a brit trónra, azt a szokásjogot vezette be, hogy a királyi család fiatalabb leányát/leányait a „Royal Highness”, azaz az „Királyi Fenség” megszólítás illeti meg már születésétől fogva.)

### Házassága
I. Károly azt tervezte, hogy leányát IV. Fülöp spanyol király fiához, Baltazár Károly asztúriai herceghez adja feleségül, ám a hercegnő kezéért még első unokatestvére, I. Károly Lajos pfalzi választófejedelem is versenybe szállt, csakhogy utóbb aztán mindkét lehetséges férjjelöltnek csalódnia kellett, amikor végül is Vilmossal, Oránia trónörökös hercegével, Nassau grófjával jegyezték el Máriát. (Vilmos édesapja Frigyes Henrik, Oránia uralkodó hercege volt, míg anyja Solms-Braunfels-i Amália volt.)
A hivatalos esküvőre 1641. május 2-án került sor, a londoni Whitehall Palota Királyi Kápolnájában, mikor a menyasszony csupán 9 esztendős volt, a vőlegény pedig 14, aki 25 nap múlva töltötte be 15. életévét, így a házasságot még évekig nem hálhatták el, Mária zsenge kora miatt. 1642-ben a hercegné édesanyjával a Hollandiába költözött, s 1644-ben mint Frigyes Henrik menye, megkezdte társasági életét és nyilvános szerepléseit apósa udvarában.

### Gyermeke, korai özvegysége
1647 márciusában Mária férje megörökölte apja hercegi címét II. Vilmos néven, ám 1650. november 6-án, kilenc év, hat hónap és négy napnyi házasság után elvitte a himlő, felesége pedig mindössze 19 évesen megözvegyült, s hitvese halála után 8 nappal világra hozta egyetlen gyermeküket, Vilmost, aki már születésekor Oránia uralkodójává vált, III. Vilmos néven. A csecsemő nevelését Mária megosztva végezte anyósával, s elhunyt férje sógorával, I. Frigyes Vilmossal, Brandenburg választófejedelmével.

## Társadalmi megítélése Hollandiában
Mária nem volt népszerű a holland nép körében, mivel úgy érezték, az özvegy hercegné még mindig jobban szem előtt tartja családja, a Stuártok politikai érdekeit, mintsem az övékét. Mária ezek után a hágai Binnenhofban található Stadthouder Palotában élt, ottani lakosztálya, női szalonja a mai napig érintetlen maradt.
Olyan szintű politikai nyomás és elvárások nehezedtek a hercegnére, hogy tanácsadói, országa magas rangú, befolyásos államférfiai szigorúan megtiltották neki, hogy vendégül lássa száműzetésbe kényszerült testvéreit, a későbbi II. Károly angol királyt és Jakab yorki herceget.

## Régensi szerepköre fia mellett, visszatérése Angliába, halála
1651-től 1661-ig Mária lett Oránia régense, hogy fia nagykorúságáig segítsen neki beletanulni a kormányzás fortélyaiba. Amikor a hercegné fivére II. Károly néven Anglia, Skócia és Írország uralkodója lett, mind Mária, mind pedig fia politikai helyzete erősen megszilárdulni látszott külföldön, s 1660 szeptemberében az asszony vissza is tért szülőhazájába, ám a sors keze, hogy vele is a himlő végzett, akárcsak férjével, épp tíz évvel korábban. Mária három hónappal az Angliába való visszaköltözése után, Szenteste hunyt el 29 éves korában, a londoni Whitehall Palotában. Holttestét a Westminsteri apátságban helyezték végső nyugalomra.

## Fiának későbbi sorsa
Egyetlen fia, Vilmos, III. Vilmos néven 1689. február 13-án Anglia és Írország, II. Vilmos néven az év május 11-én pedig Skócia királya lett felesége s első unokatestvére, a nála 11 évvel fiatalabb II. Mária angol királynő (Mária apja, Jakab, és Vilmos anyja, Mária, testvérek voltak) révén, akivel mint társuralkodó kormányozta a birodalmat, egészen hitvese 1694-es haláláig, miután ő vette át tőle a koronát még további 8 évre. (1702-ben Vilmos sógornője, II. Mária húga, Anna lépett trónra, s 1714-ig volt Anglia, Skócia és Írország királynője.) Vilmos 41 évvel, két hónappal és 15 nappal később, 51 évesen, 1702. március 8-án követte anyját a sírba. Vilmosnak és Máriának házasságuk 17 éve alatt nem született közös gyermekük (három vetélés, egy halvaszületés).